# Andō Lloyd: A.I. knows Love?
Andō Lloyd: A.I. knows Love? (安堂ロイド〜A.I. knows LOVE?〜 Andō Lloyd: A.I. knows Love?) - stilizzato come Ando ♡ Roid - è un dorama stagionale autunnale che è stata proiettata su Tokyo Broadcasting System a partire dal 13 ottobre del 2013. Takuya Kimura è qui l'attore protagonista e interpreta un doppio. Il primo episodio è di 69 minuti, mentre dal secondo in poi sono di 64.

## Trama
Reiji Matsushima è un genio della fisico; un giorno, nel 2013 muore in un incidente aereo. Era un professore bello e famoso che ha studiato le teorie dei wormhole; la sua fidanzata Asahi è una professionista capace che lavora in una grande azienda "IT". È anch'ella bella e intelligente e da quando ha incontrato Reiji ne è sempre rimasta innamorata. La sua relazione sentimentale era felice: aveva tutto quello che poteva attendersi.
Poco dopo la morte di Reiji qualcuno tenta di ucciderla. Asahi non sa proprio spiegarsi perché qualcuno desideri porre fine alla sua vita. Lloyd, che assomiglia proprio come una goccia d'acqua al suo fidanzato morto, improvvisamente appare di fronte a lei. Lloyd giunge dal futuro, precisamente dall'anno 2113.
La sua missione sembra essere quella di proteggere Asahi da ogni situazione rischiosa in cui ella possa ritrovarsi. Lloyd combatte duramente e con decisione per proteggerla, però non sa cosa significhi "amore" e non comprende né la rabbia né tanto meno la tristezza umana. All'inizio Asahi non ama Lloyd, ma a poco a poco i suoi sentimenti cambiano.
Anche Lloyd inizia così a sviluppare per la prima volta nella sua esistenza dei sentimenti nei confronti di un altro essere umano.

## Cast
- Takuya Kimura nel doppio ruolo di Andō Lloyd/Reiji Matsushima
- Kō Shibasaki nei panni di Asahi Andō, la fidanzata di Reiji
- Yūko Ōshima nei panni di Nanase Matsushima, sorella di Reiji
- Tsubasa Honda come Sapuri, un fissatore androide
- Kenta Kiritani nel ruolo di Shinzō Hoshi, un esperto di computer che lavora per Asahi
- Sayaka Yamaguchi nei panni di Sakiko Komatsu, una donna che lavora assieme a Hoshi
- Jesse Lewis nei panni di Tom Edogawa, assistente di laboratorio di Reiji
- Mitsuki Yamamoto nei panni di Kaoru Kuriyama, assistente di laboratorio di Reiji
- Dai Ikeda nei panni di Tomoharu Kurata, assistente di laboratorio di Reiji
- Yōji Hino nei panni di Yoshiyuki Tomiya, un detective
- Kenichi Endō nei panni di Isaku Ashimo, un detective
- Mirei Kiritani come una misteriosa ragazza bellissima
- Yūta Hiraoka nei panni di Hajime Kadoshiro, un misterioso dirigente burocratico
- Yūko Natori nei panni di Keiko Andō, la madre di Asahi